# Spreckenser Moor
Spreckenser Moor este o arie protejată (sit de importanță comunitară — SCI) din Germania întinsă pe o suprafață de 63,35 ha, integral pe uscat.

## Localizare
Centrul sitului Spreckenser Moor este situat la coordonatele 53°27′32″N 9°05′55″E / 53.4589°N 9.0986°E.

## Înființare
Situl Spreckenser Moor a fost declarat sit de importanță comunitară în ianuarie 2005 pentru a proteja un număr necunoscut de specii din flora spontană și fauna sălbatică aflate în arealul zonei.

## Biodiversitate
Situată în ecoregiunea atlantică, aria protejată conține 5 habitate naturale: Lacuri și iazuri distrofice naturale, Mlaștini oligotrofe degradate, capabile încă de regenerare naturală, Mlaștini turboase de tranziție și turbării mișcătoare, Depresiuni pe substraturi de turbă de Rhynchosporion, Mlaștini împădurite.
La baza desemnării sitului se află un număr nedeclarat de specii protejate.